# 수풍댐 폭격
수풍댐 폭격은 1952년 6월 23일부터 6월 24일까지, 그리고 6월 26일부터 6월 27일까지 진행된 유엔 사령부 소속 공군이 한국 전쟁 중에 감행한 폭격전이다. 북한의 수풍댐을 주요 목표로 삼은 이 공격은 판문점에서 진행 중이던 협상이 진전을 보이지 않자 정치적으로 압박을 가하기 위해 감행되었다.
소련 공군과 주요 대공 시설이 수력발전소 일대를 방어하고 있었으며, 수력발전 시설 자체에 대한 공격은 1,514회 이루어졌다. 미국 공군, 미국 해군, 미국 해병대와 남아프리카 공군의 전폭기와 폭격기가 임무를 수행했으며, 첫 21개월 간의 공격에서 각각의 부대는 대규모 공습을 위해 협동했다. 시설 공격은 17일 후 북한 수도 평양에 대한 대규모 합동 공격 때 다시 폭격되었다.
이 공격으로 수풍댐 시설 90%가 파괴되었고, 북한 전체의 전력이 2주 간 차단되었고 중국 동북부의 가용 전력도 23%로 감소했다. 그러나 북한은 댐을 복구했으나 1953년 협정이 체결될 때까지 이전 수용력을 회복시킬 수 없었다. 정치적으로, 영국 및 미국 의회에서 이 작전은 그다지 큰 영향을 발휘하지 못했다고 평가했는데, 애당초 목적한 협상의 진전이 전혀 이뤄지지 않았기 때문이었다. 1952년 9월 12일과 1953년 5월 10일 및 6월 7일, 수풍댐에 4차례의 제한적 공격을 감행했지만, 수풍댐의 피해는 크지 않았고, 협상에도 영향을 크게 미치지 못했다.

### 참고
1. ↑  Futrell, The United States Air Force in Korea, p. 485.
2. ↑  Hermes, Chapter 12, Part 2.
3. ↑  Futrell, The United States Air Force in Korea, Chapter 18.
4. ↑  유엔군, 수풍발전소 공중폭격, 1953년 05월 10일.